# Лоримор (Ајова)
Лоримор (енгл. Lorimor) град је у америчкој савезној држави Ајова. По попису становништва из 2010. у њему је живело 360 становника.

## Демографија
Према попису становништва из 2010. у граду је живело 360 становника, што је -67 (-15.7%) становника више него 2000. године.
| Група             | 2000.       | 2010.       |
| Белци             | 422 (98,8%) | 350 (97,2%) |
| Афроамериканци    | 0 (0,0%)    | 1 (0,3%)    |
| Азијати           | 2 (0,5%)    | 0 (0,0%)    |
| Хиспаноамериканци | 2 (0,5%)    | 3 (0,8%)    |
| Укупно            | 427         | 360         |